# Бишофштеттен
Бишофштеттен (нем. Bischofstetten) — ярмарочная коммуна (нем. Marktgemeinde) в Австрии, в федеральной земле Нижняя Австрия. 
Входит в состав округа Мельк.  Население составляет 1154 человека (на 31 декабря 2005 года). Занимает площадь 18,99 км². Официальный код  —  31504.

## Политическая ситуация
Бургомистр коммуны — Райнхард Хагер (АНП) по результатам выборов 2010 года.
Совет представителей коммуны (нем. Gemeinderat) состоит из 19 мест.
- АНП занимает 13 мест.
- СДПА занимает 6 мест.